# Tephrosia foliolosa
Tephrosia foliolosa là một loài thực vật có hoa trong họ Đậu. Loài này được (Rydb.) L.Riley miêu tả khoa học đầu tiên.